# Bérulle
Pour les articles homonymes, voir Bérulle (homonymie).
Bérulle est une commune française, située dans le département de l'Aube en région Grand Est. Elle s'appelait Séant-en-Othe avant le XVIIIe siècle.

## Géographie
| Rigny-le-Ferron  |                     | Paisy-Cosdon        |
| Cérilly Yonne    | Bérulle             | Aix-Villemaur-Pâlis |
| Fournaudin Yonne | Bœurs-en-Othe Yonne |                     |

Elle compte dix hameaux : Bois-le-Roi, Berluviers, les Quincarlets, les Chalois, le Clos-Marteau, les Dupins, la Petite Jaronnée, les Langots, Fort Jacquet, Pierrefitte et Champmarin.
Le territoire de la commune de Bérulle est inscrit à l'inventaire des sites pittoresques de l'Aube depuis 1980.

### Hydrographie
La commune est dans la région hydrographique « la Seine de sa source au confluent de l'Oise (exclu) » au sein du bassin Seine-Normandie. Elle est drainée par le cours d'eau 01 du Fond de Céan, le Fossé 01 de Berluvier, le Fossé 01 de sur le Chemin de Rigny et le ravin Cosaque,.

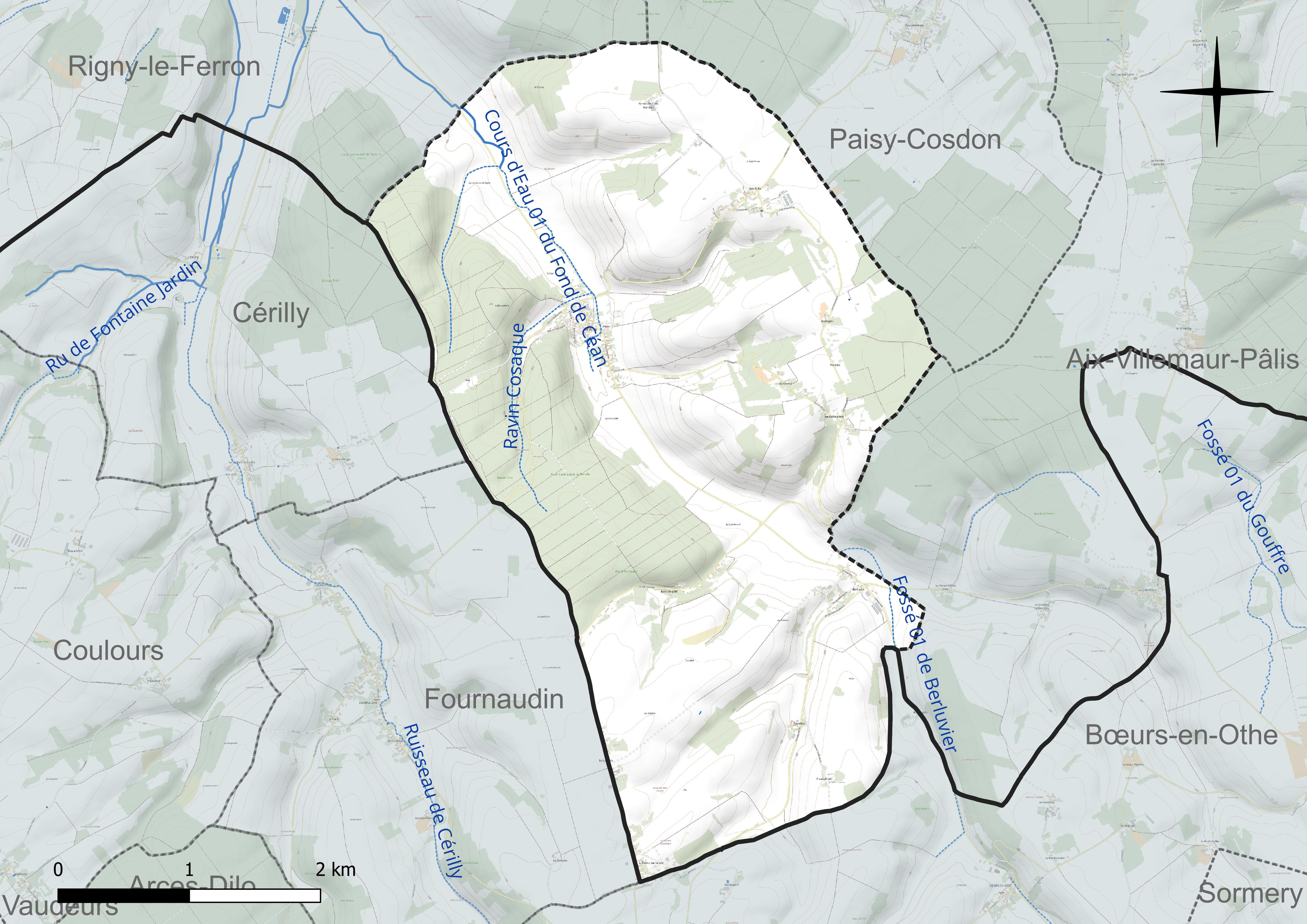
Réseau hydrographique de Bérulle.

### Climat
Pour des articles plus généraux, voir Climat du Grand Est et Climat de l'Aube.
En 2010, le climat de la commune est de type climat océanique dégradé des plaines du Centre et du Nord, selon une étude du Centre national de la recherche scientifique s'appuyant sur une série de données couvrant la période 1971-2000. En 2020, Météo-France publie une typologie des climats de la France métropolitaine dans laquelle la commune est exposée à un climat océanique altéré et est dans la région climatique Nord-est du bassin Parisien, caractérisée par un ensoleillement médiocre, une pluviométrie moyenne régulièrement répartie au cours de l’année et un hiver froid (3 °C).
Pour la période 1971-2000, la température annuelle moyenne est de 10,4 °C, avec une amplitude thermique annuelle de 16,1 °C. Le cumul annuel moyen de précipitations est de 807 mm, avec 12,5 jours de précipitations en janvier et 7,8 jours en juillet. Pour la période 1991-2020, la température moyenne annuelle observée sur la station météorologique de Météo-France la plus proche, « Coulours », sur la commune de Coulours à 6 km à vol d'oiseau, est de 11,2 °C et le cumul annuel moyen de précipitations est de 786,0 mm. 
La température maximale relevée sur cette station est de 39,8 °C, atteinte le 7 août 2003 ; la température minimale est de −16,7 °C, atteinte le 2 janvier 1997,,.
Les paramètres climatiques de la commune ont été estimés pour le milieu du siècle (2041-2070) selon différents scénarios d'émission de gaz à effet de serre à partir des nouvelles projections climatiques de référence DRIAS-2020. Ils sont consultables sur un site dédié publié par Météo-France en novembre 2022.

## Urbanisme

### Typologie
Au 1er janvier 2024, Bérulle est catégorisée commune rurale à habitat très dispersé, selon la nouvelle grille communale de densité à 7 niveaux définie par l'Insee en 2022.
Elle est située hors unité urbaine et hors attraction des villes,.

### Occupation des sols
L'occupation des sols de la commune, telle qu'elle ressort de la base de données européenne d’occupation biophysique des sols Corine Land Cover (CLC), est marquée par l'importance des territoires agricoles (70,4 % en 2018), en diminution par rapport à 1990 (72,1 %). La répartition détaillée en 2018 est la suivante : 
terres arables (60,4 %), forêts (23,6 %), zones agricoles hétérogènes (8,3 %), milieux à végétation arbustive et/ou herbacée (4,4 %), prairies (1,7 %), zones urbanisées (1,6 %). L'évolution de l’occupation des sols de la commune et de ses infrastructures peut être observée sur les différentes représentations cartographiques du territoire : la carte de Cassini (XVIIIe siècle), la carte d'état-major (1820-1866) et les cartes ou photos aériennes de l'IGN pour la période actuelle (1950 à aujourd'hui).

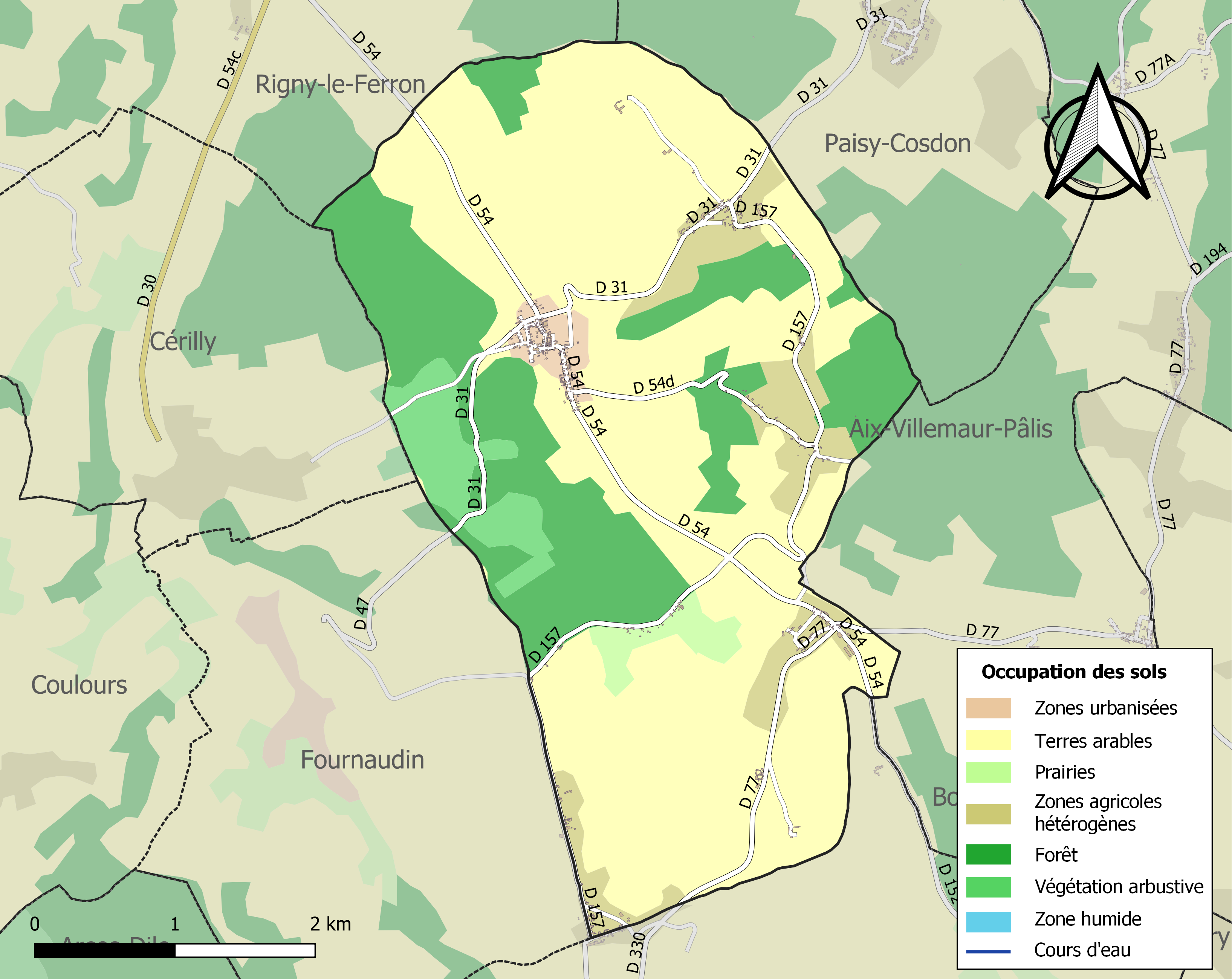
Carte des infrastructures et de l'occupation des sols de la commune en 2018 (CLC).

## Toponymie
Seant en 1145, Saiant en 1146, Seantus vers 1149, Saianitus en 1155, Seiancius en 1161, Soiant ou Seuant en 1184, Seante en 1225, Scianz en 1232, Seenz en 1269, Seanz in Otha en 1322[réf. nécessaire], Seant in Othe en 1544 d'où l' ancien nom de la commune: Séant-en-Othe au cours du XVIIIe siècle sur la carte de Cassini. Au cours de la Révolution française, la commune revint provisoirement au nom de Séant-en-Othe.
Séant en 1145, sans étymologie assurée. Le cardinal Pierre de Bérulle, né au château de Cérilly près de Troyes et fondateur de l’ordre des Oratoriens, membre du parti dévot en conflit politique avec Richelieu, abandonne le pouvoir et se retire sur ses terres de Séant-en-Othe que sa famille avait achetées à la duchesse de Nevers en 1562. Séant prendra alors le nom de son bienfaiteur.

## Histoire
En 1149, Milon de Villemaur était le seigneur d'une petite chastellenie du comté de Champagne, elle avait alors bailliage et prévosté et les hameaux de Berlivier, Bois-le-Roi, Fort-Jacquet et Pierre-Fitte en relevaient.
Au XIIIe siècle, Séant était une possession de Blanche d'Artois[réf. nécessaire] et ce fief revint ensuite aux fils de son second mariage avec Edmond de Lancastre. Il fut confisqué en 1338 à Henry de Lancastre pour être confié à titre viager à Raoul de Lorraine.
En 1507, il fut réuni au duché de Nemours pour Gaston de Foix.
En 1562, la duchesse de Nevers vend la terre de Séant-en-Othe à Gallas de Bérulle, demeurant au château de Cérilly, village de l'Yonne distant de quelques kilomètres seulement. Le château de Séant prend le nom de cette famille, lorsque dans la deuxième moitié du XVIe siècle, la famille de Bérulle s'installait dans le village de Séant. Le seigneur de Bérulle obtient le titre de marquis en 1720 (lettres enregistrées en 1748), et donne les bois de Chauffour aux habitants de Séant. Ceux-ci donnent alors le nom de Bérulle au village.
Au XVIIe siècle il y avait deux foires à Séant-sur-Othe.
En 1789, Bérulle dépendait de l'intendance et de la généralité de Paris, de l'élection de Saint-Florentin et du bailliage de Troyes.

## Faune
Le loup est présent sur le territoire de la commune. Auxon par arrêté préfectoral figure dans le cercle 2 c'est-à-dire la zone « où des actions de prévention sont nécessaires du fait de la survenue possible de la prédation par le loup pendant l'année en cours »

## Démographie
L'évolution du nombre d'habitants est connue à travers les recensements de la population effectués dans la commune depuis 1793. Pour les communes de moins de 10 000 habitants, une enquête de recensement portant sur toute la population est réalisée tous les cinq ans, les populations de référence des années intermédiaires étant quant à elles estimées par interpolation ou extrapolation. Pour la commune, le premier recensement exhaustif entrant dans le cadre du nouveau dispositif a été réalisé en 2004.

En 2022, la commune comptait 196 habitants, en évolution de −20,33 % par rapport à 2016 (Aube : +0,7 %, France hors Mayotte : +2,11 %).
| 1793 | 1800 | 1806 | 1821 | 1831 | 1836 | 1841 | 1846 | 1851 |
| ---- | ---- | ---- | ---- | ---- | ---- | ---- | ---- | ---- |
| 705  | 635  | 645  | 723  | 782  | 793  | 810  | 863  | 896  |

| 1856 | 1861 | 1866 | 1872 | 1876 | 1881 | 1886 | 1891 | 1896 |
| ---- | ---- | ---- | ---- | ---- | ---- | ---- | ---- | ---- |
| 831  | 861  | 886  | 827  | 780  | 746  | 732  | 656  | 608  |

| 1901 | 1906 | 1911 | 1921 | 1926 | 1931 | 1936 | 1946 | 1954 |
| ---- | ---- | ---- | ---- | ---- | ---- | ---- | ---- | ---- |
| 569  | 518  | 482  | 402  | 416  | 381  | 390  | 382  | 375  |

| 1962 | 1968 | 1975 | 1982 | 1990 | 1999 | 2004 | 2006 | 2009 |
| ---- | ---- | ---- | ---- | ---- | ---- | ---- | ---- | ---- |
| 314  | 278  | 249  | 240  | 220  | 235  | 242  | 227  | 264  |

| 2014 | 2019 | 2022 | - | - | - | - | - | - |
| ---- | ---- | ---- | - | - | - | - | - | - |
| 249  | 206  | 196  | - | - | - | - | - | - |

## Héraldique
| Armes de Bérulle | Les armes de Bérulle se blasonnent ainsi : De gueules au chevron d’or accompagné de trois molettes d’éperon du même. |

## Lieux et monuments
- Chapelle Sainte-Reine de Bérulle.

### L'église de la Nativité-de-la-Vierge

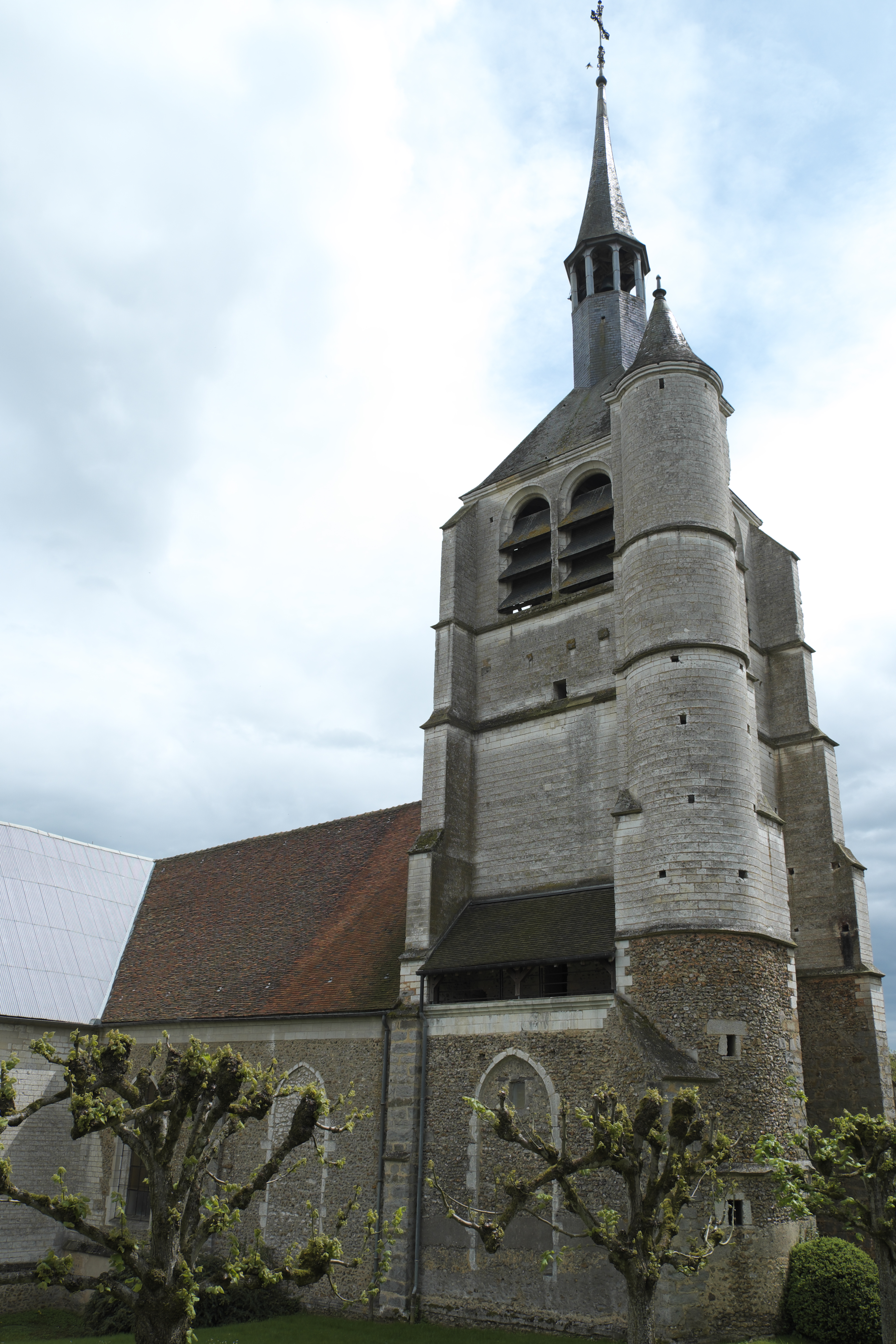
Tour clocher.

La paroisse relevait du diocèse de Sens et du doyenné de la Rivière de vanne et à la collation de l'évêque. Entièrement construite au XVIe siècle, elle a été élevée de 1510 à 1515. Viollet-le-Duc la jugeait digne d'être classée comme Monument Historique. Elle l'a été en 1840. Sur le tympan du portail on ajouta au XVIIe siècle, en hommage à Pierre de Bérulle, les deux chapeaux de cardinal.
L'église est précédée d'une porte-clocher flanquée d'une tourelle d'angle surmontée d'une élégante petite flèche. Les superbes verrières du XVIe siècle, aux bleus et aux rouges profonds, formées de quarante panneaux, sont classées. La pièce la plus intéressante de la nef est sans doute la grande cuve baptismale en forme d'hexagone régulier dont les faces sont décorées de remarquables bas-reliefs. Elle a aussi des statues du XVIe siècle, un christ en croix en bois peint et un sébastien en calcaire polychrome. Mais encore des verrières de la même époque représentant la vie de Marie et de son fils une autre représentant la vie de Joachim et sainte Anne, Histoire de la Vierge, Histoire du Christ, Passion du Christ.

## Personnalités liées à la commune
De la famille de Bérulle (qui donna son nom à la commune au XVIIIe siècle) est issu le célèbre cardinal Pierre de Bérulle. Les marquis de Bérulle furent premiers présidents au parlement de Dauphiné (Grenoble) pendant près d'un siècle, de 1694 à la Révolution.